# Isla de Las Palomas
La isla de las Palomas o isla de Tarifa, actualmente unida a tierra mediante una carretera, es la isla existente frente a la ciudad de Tarifa y cuyo extremo sur, la punta de Tarifa, representa el punto más meridional de la península ibérica y de la Europa continental. 

## Historia
En la zona nororiental de la isla son visibles los restos de, al menos, cinco hipogeos funerarios fenicio-púnicos fechados entre el siglo siglo VI y siglo IV a. C. La práctica totalidad de la superficie de la isla se ha visto, además, muy alterada por la construcción de canteras de donde se extrajo sistemáticamente, desde época romana, roca caliza fosilífera para la construcción. La fortificación de la isla se llevó a cabo desde al menos el siglo XVII con el establecimiento de una pequeña batería, en principio con una dotación de cinco hombres, para construirse desde 1798 las primeras baterías de un fuerte proyectado dos años antes.
Hasta 1808 la isla estuvo separada de Tarifa. Ese año fue construido el camino de la isla, obra de Antonio González Salmón, quien también fue responsable del espigón que hace función de puerto de Tarifa.
Desde mediados del siglo XX se establecieron gran cantidad de cuarteles y sus terrenos fueron propiedad del Ministerio de Defensa hasta que fueron declarados de Dominio Público Marino Terrestre en 1988. La posterior declaración en 2003 del Parque natural del Estrecho de Gibraltar supuso la protección de la isla y de sus aguas más inmediatas debido a sus peculiares valores ecológicos.